# Alcyonidium cellarioides
Alcyonidium cellarioides är en mossdjursart som beskrevs av Calvet 1900. Alcyonidium cellarioides ingår i släktet Alcyonidium och familjen Alcyonidiidae. Inga underarter finns listade i Catalogue of Life.